# Giải Hiệp hội các nhà phê bình phim người Mỹ gốc Phi 2006
Giải Hiệp hội các nhà phê bình phim người Mỹ gốc Phi 2006, vinh danh những thành tựu điện ảnh xuất sắc nhất năm 2006, được trao vào ngày 22 tháng 12 năm 2006.
Dreamgirls, đạo diễn bởi Bill Condon, giành 4 giải: Phim hay nhất, Đạo diễn xuất sắc nhất và 2 giải cho Diễn viên phụ xuất sắc nhất (Eddie Murphy và Jennifer Hudson).

## 10 phim hay nhất
1. Dreamgirls
2. The Last King of Scotland
3. The Departed
4. Akeelah and the Bee
5. Catch a Fire
6. Idlewild
7. Bobby
8. The Devil Wears Prada
9. The Pursuit of Happyness
10. Inside Man

## Đối tượng nhận giải
- Nam diễn viên chính xuất sắc nhất:
  - Forest Whitaker - The Last King of Scotland
- Nữ diễn viên chính xuất sắc nhất:
  - Helen Mirren - The Queen
- Đạo diễn xuất sắc nhất:
  - Bill Condon - Dreamgirls
- Phim hay nhất:
  - Dreamgirls
- Nam diễn viên phụ xuất sắc nhất:
  - Eddie Murphy - Dreamgirls
- Nữ diễn viên phụ xuất sắc nhất:
  - Jennifer Hudson - Dreamgirls